# Toyohito Mochizuki
Toyohito Mochizuki (Prefettura di Shizuoka, 18 settembre 1953) è un ex calciatore giapponese, di ruolo difensore.

## Statistiche

### Presenze e reti nei club
| Stagione | Squadra | Campionato | Campionato | Campionato |
| Stagione | Squadra | Comp       | Pres       | Reti       |
| -------- | ------- | ---------- | ---------- | ---------- |
| 1977     | Fujitsu | JSL1       | 18         | ?          |
| 1978     | Fujitsu | JSL1       | 18         | ?          |
|          | Totale  |            | 36         | 1          |